# Эстонский фестиваль панк-песни

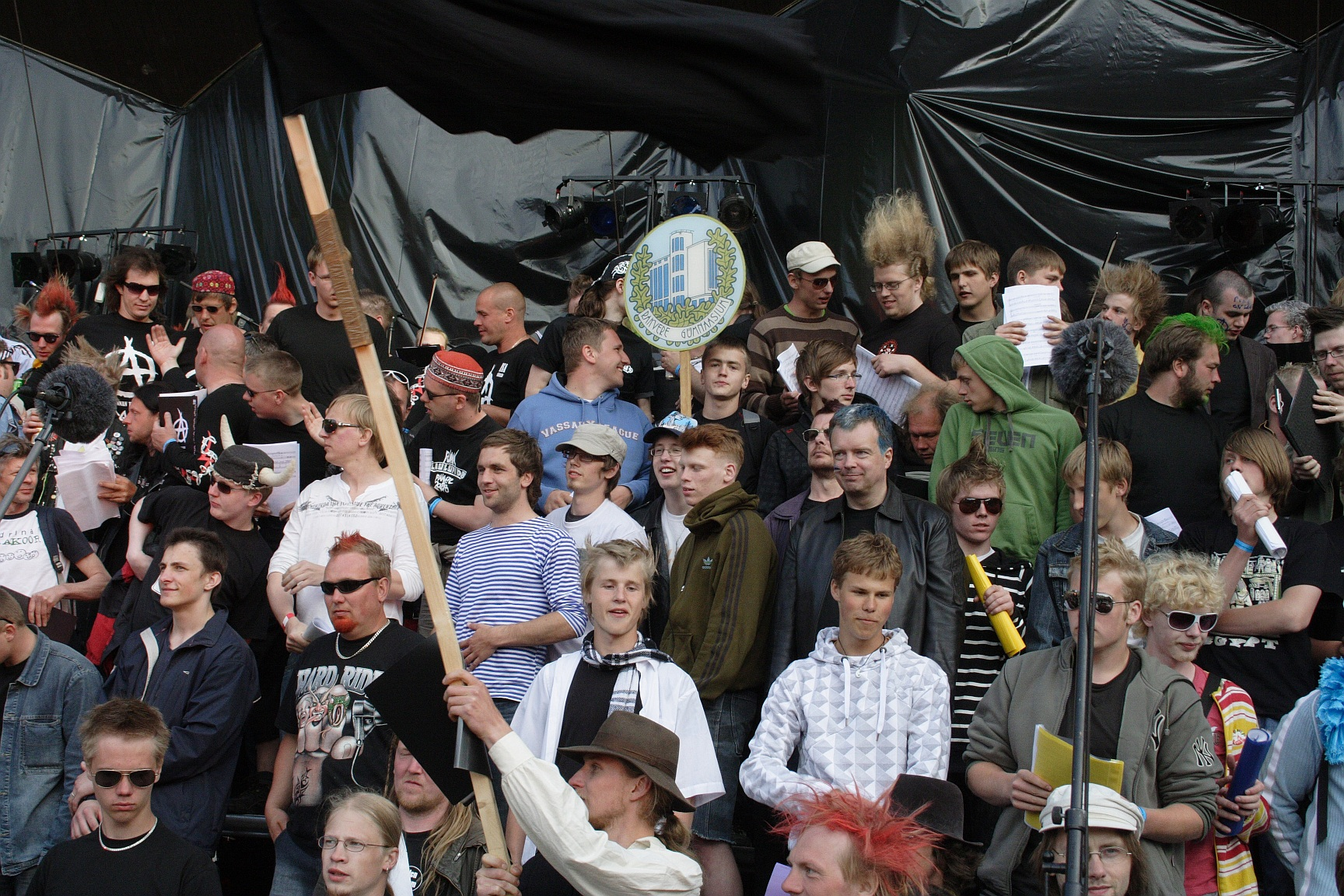
I фестиваль (2008)

Эстонский фестиваль панк-песни (эст. Punklaulupidu) — музыкальный фестиваль, впервые состоявшийся 7 июля 2008 года на певческом поле в Раквере, в ходе которого популярные песни в стиле панк исполнялись самодеятельными народными хорами. Мероприятие соединяет прибалтийские традиции народных "певческих праздников" и местного извода панк-культуры: отделение от СССР в Эстонии известно как "поющая революция", а первые советские панк-группы появились именно в Таллине, и их участники ныне являются признанными деятелями республиканской культуры. Песни на фестивале аранжированы для хора, оркестра и рок-группы. 

## История

### I фестиваль
Первый Punklaulupidu был организован в Раквере 7 июня 2008. Автором идеи фестиваля был главный режиссёр театра Раквере Юллар Сааремяэ, директором фестиваля Пётр Волконский, художником Харди Фольмер и главным дирижёром — Хирво Сурва. На открытии выступил с речью с Президент Эстонии Тоомас Хендрик Ильвес.
5000 гостей услышали 71 песню, исполненную 1700 хористами. После фестиваля песни состоялся концерт эстонских панк-групп Innocent Grandma, ZLO, Streptococcus Pyogenes, Singer Vinger и Flowers of Romance.

### II фестиваль
2-й фестиваль состоялся в Раквере в 2011 году. На сцене фестиваля было 1800 человек, представлявших почти 90 хоровых коллективов.

### III фестиваль
3-й фестиваль состоялся в Раквере 23 августа 2015 года. Участники, в частности, исполнили хором песню Pussy Riot «Богородица, Путина прогони!»